# 克里米亚方面军
克里米亚方面军（乌克兰语：Кри́мський фронт）是苏联红军在二战期间组建的一个方面军，1942年1月，高加索方面军裁撤後，蘇聯方面將高加索方面军一部分軍隊改組成克里米亚方面军。属于该方面军的各个集团军当时正駐扎在刻赤半岛和塔曼半岛以及克拉斯诺达尔地区，同年5月裁撤。该方面军只有过一任指挥员。